# آن وی. کوتس
آن وی. کوتس (انگلیسی: Anne V. Coates؛ زادهٔ ۱۲ دسامبر ۱۹۲۵) تدوین‌گر اهل بریتانیا است.
وی برنده جوایزی همچون جایزه اسکار بهترین تدوین فیلم در سال ۱۹۶۲ برای فیلم لورنس عربستان شده‌است.

## فیلم‌شناسی
- آقای پیکویک (۱۹۵۲)
- Grand National Night (۱۹۵۳)
- Forbidden Cargo (۱۹۵۴)
- The Horse's Mouth (۱۹۵۸)
- Tunes of Glory (۱۹۶۰)
- لورنس عربستان (۱۹۶۲)
- بکیت (۱۹۶۴)
- مردان پرابهت در طیاره‌های پرسرعت (۱۹۶۵)
- هتل پارادیزو (۱۹۶۶)
- قتل در قطار سریع‌السیر شرق (۱۹۷۴)
- مرد فیل‌نما (۱۹۸۰)
- شمشیر سامورایی (۱۹۸۱) (نظارت بر تدوین به‌همراه یوشیتامی کورویوا)
- رگتایم (۱۹۸۱)
- اربابان جهان (۱۹۸۷)
- لورنس عربستان (۱۹۶۲)
- What About Bob? (۱۹۹۱)
- چاپلین (۱۹۹۲)
- در خط آتش (۱۹۹۳)
- کنگو (۱۹۹۵)
- رقص برهنه (۱۹۹۶)
- Out to Sea (۱۹۹۷)
- خارج از دید (۱۹۹۸)
- ارین براکویچ (۲۰۰۰)
- نوامبر شیرین (۲۰۰۱)
- بی‌وفا (۲۰۰۱)
- قطب‌نمای طلایی (۲۰۰۷)
- اقدامات فوق‌العاده (۲۰۱۰)
- پنجاه طیف خاکستری (۲۰۱۵)